# Villez-sous-Bailleul
Villez-sous-Bailleul é uma comuna francesa na região administrativa da Normandia, no departamento de Eure. Estende-se por uma área de 4,35 km². Em 2010 a comuna tinha 328 habitantes (densidade: 75,4 hab./km²).